# Viana de Jadraque
Viana de Jadraque és un municipi de la província de Guadalajara, a la comunitat autònoma de Castella-La Manxa. Està situada entre Baides i Huérmeces del Cerro.